# Llangefni

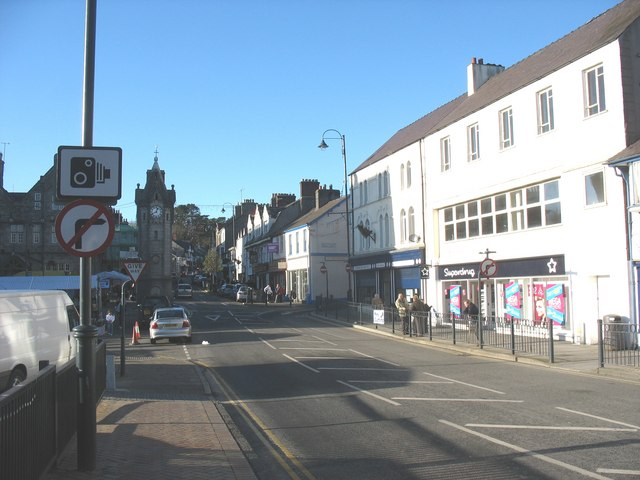

Llangefni est la capitale de l'île d'Anglesey située au Pays de Galles. 
Elle n'est pas la plus grande ville de l'île, Holyhead étant une ville deux fois plus peuplée,.